# Johannes Geiss
Johannes Geiss (Słupsk, 4 de setembro de 1926 - 30 de janeiro de 2020) foi um físico alemão.
Geiss estudou física em Göttingen, onde obteve em 1953 um doutorado com a tese Isotopenanalysen an gewöhnlichem Blei. Pesquisou sobre geocronologia na Universidade de Berna e na Universidade de Chicago. De 1958 a 1959 foi Professor Associado da Universidade de Miami. Em 1960 retornou à Universidade de Berna, onde permaneceu durante 31 anos até 1991 professor ordinário.

## Condecorações
- 2001 Medalha Albert Einstein[1][2]
- 2005 Medalha William Bowie[3]